# 農山漁村女性のための国際デー
農山漁村女性のための国際デー（、英: International Day of Rural Women）とは、2008年から毎年10月15日にUNウィメン (ジェンダー平等と女性のエンパワーメントのための国連機関) によって行われている国際デーである。
農山漁村女性の地位向上と、彼女たちが果たしている役割の認識、農業開発の強化、農山漁村部の貧困撲滅に貢献することを目的としている。

## 概要
世界人口の4分の1以上を占める農山漁村女性は、農業生産、食料安全保障、土地の保全と管理等の面で大きなな役割を果たしている。また、地域社会の持続可能性を確保し、改善するための重要な役割を担っているにもかかわらず、その地位は低く、多くが貧困状態で暮らしている。
そのような状況の改善に資するため、2007年12月18日に国連総会は、10月15日を「農山漁村女性のための国際デー」とすることを決定した。
決議に際して、18項目の要請がなされている。
1. 農山漁村の状況改善のための有効な環境構築。
2. 農山漁村女性の政治的、経済的エンパワーメントの追求。
3. 先住民や障害を持つ女性を含めた農山漁村女性の参画推進。
4. 農山漁村女性の視点に立った制度設計。
5. 農山漁村女性のニーズに注意を払った制度の実装、評価。
6. 農山漁村の基本的ニーズを満たすための施策強化。
7. 農山漁村女性の、出産、家族計画、感染防止といった健康ニーズへの対応。
8. 暴力を受けず基本的人権を享受し得る政策設計と実装。
9. 高齢女性を含めたサービスの提供。
10. 経済力強化のために銀行取引やマイクロクレジットを利用できるよう、特定の援助プログラムの開発と専門的助言。
11. 経済的能力を強化する知識とツールの提供。
12. 労働条件の改善と雇用機会の確保。
13. 女性の無償労働並びに見過ごされてきた農場内及び農場外生産への貢献を、明らかにするための措置。
14. 女性の家事の責任を和らげ、男性が平等に分担することを促すプログラムの促進。
15. 適切な民間療法や地元の技術に対して保護と改善を行うための法整備。
16. 女性の無償労働を含めた信頼性の高いデータ集計。
17. 農山漁村女性が土地や私有財産を所有したり相続したりする場合に、平等な権利を保障する法律の制定。
18. ジェンダーに配慮した教育システム支援。